# Fernando Orellana
Fernando Orellana Astorga es un ingeniero chileno, ex Secretario Regional Ministerial (Seremi) de Transportes y Telecomunicaciones. Es casado, y tiene 5 hijos.

## Actividad laboral
Fue Seremi de Transportes de la Región de Antofagasta durante los gobiernos de Patricio Aylwin y Eduardo Frei Ruiz-Tagle, entre 1990 y 1995, siendo seleccionado para ocupar nuevamente el cargo durante el gobierno de Ricardo Lagos. Fue jefe de asuntos internacionales en el mismo ministerio, cargo en el que representó a Chile en el grupo de trabajo SGT-5 de Transporte e Infraestructura del Mercosur. También formó parte del equipo de profesores del curso Negociación Internacional de la Universidad de Santiago.

## Otras actividades
Escribe regularmente artículos para el sitio web del Movimiento Generación 80, y en el blog Arriba Quillota. También participa en la Asociación Cultural Antonio Llidó de Quillota.

## Campaña parlamentaria 2009
fue candidato a Diputado en la elección parlamentaria de 2009, por el distrito 10, como independiente en la lista del pacto Nueva Mayoría para Chile. No resultó elegido.

## Historia electoral

### Elecciones Parlamentarias 2009
- Elecciones parlamentarias de 2009, Distrito Nº 10[6]

| Candidato                   | Pacto                    | Partido | Votos  | %     | Resultado |
| --------------------------- | ------------------------ | ------- | ------ | ----- | --------- |
| Andrea Molina Oliva         | Coalición por el Cambio  | ILB     | 35.833 | 26,30 | Diputado  |
| Alfonso Vargas Lyng         | Coalición por el Cambio  | RN      | 34.670 | 25,45 |           |
| Eduardo Cerda García        | Concertación             | PDC     | 29.898 | 21,95 | Diputado  |
| Arturo Barrios Oteíza       | Concertación             | PS      | 12.808 | 9,40  |           |
| Esteban Maturana Doña       | Nueva Mayoría para Chile | ILC     | 11.245 | 8,25  |           |
| Juan Manuel Díaz Villanueva | Chile Limpio. Vote Feliz | PRI     | 6.554  | 4,81  |           |
| Tomás Díaz Hormazábal       | Independiente            | IND     | 3.266  | 2,39  |           |
| Fernando Orellana Astorga   | Nueva Mayoría para Chile | ILC     | 1.930  | 1,41  |           |

### Elecciones de Consejeros Regionales 2013
| Candidatos                  | Candidatos | Candidatos                    | Partido | Votos | Porcentaje | Resultado |
| PRI Movimiento Regionalista | D-100      | Sergio Muñoz Argomedo         | PRI     |       |            |           |
|                             | D-101      | Juan Aliaga Leiva             | PRI     |       |            |           |
|                             | D-102      | Mónica Muñoz Trujillo         | PRI     |       |            |           |
|                             | D-103      | Fernando Orellana Astorga     | IND     |       |            |           |
| Nueva Mayoría por Chile     | G-104      | Luis Ruiz Valenzuela          | PPD     |       |            |           |
|                             | G-105      | Jilberto Oyarce Núñez         | IND-IC  |       |            |           |
|                             | G-106      | Gerardo Tapia Tapia           | PRSD    |       |            |           |
|                             | G-107      | Orlando Rojas Toro            | IND-MAS |       |            |           |
| Si tú quieres, Chile cambia | I-108      | Pablo Ogalde Meneses          | IND     |       |            |           |
| Alianza                     | J-109      | Raúl Ardiles Ramírez          | RN      |       |            |           |
|                             | J-110      | Roberto Alegría Olivares      | RN      |       |            |           |
|                             | J-111      | Cristián Díaz Huerta          | UDI     |       |            |           |
|                             | J-112      | Wilhelm von Mayenberger Rojas | IND     |       |            |           |
| Nueva Mayoría para Chile    | K-113      | Yasna del Portillo Godoy      | PS      |       |            |           |
|                             | K-114      | Juan Santana Castillo         | PS      |       |            |           |
|                             | K-115      | Leonel Cepeda Altamirano      | DC      |       |            |           |
|                             | K-116      | Orfelina Araya Callejas       | DC      |       |            |           |